# Hyposmocoma mactella
Hyposmocoma mactella là một loài bướm đêm thuộc họ Cosmopterigidae. Nó là loài đặc hữu của Kauai, Oahu và Molokai.